# Coscoroba blanc
Coscoroba coscoroba
Genre
Espèce
Statut de conservation UICN

 LC  : Préoccupation mineure
Statut CITES
Le Coscoroba blanc (Coscoroba coscoroba) est une espèce d'oiseaux de la famille des anatidés. C'est une espèce intermédiaire entre les cygnes et les oies. C'est la seule espèce du genre Coscoroba.

## Description
C'est un oiseau de grande taille (90 à 115 cm) au plumage entièrement blanc. Le bec est rouge vif. Comparé aux autres cygnes, le Coscoroba a une silhouette plus trapue et son cou est plus court.
Femelles et mâles sont semblables.

## Habitat
Le Coscoroba blanc habite le sud de l'Amérique du Sud. Il niche du centre de l'Argentine jusqu'aux îles Falkland. Il fréquente les lacs d'eau douce entourés de végétation.

## Biologie
C'est une espèce sociable sauf durant la nidification qui a lieu durant l'été austral. Après la reproduction, les oiseaux se dispersent jusqu'au nord de l'Argentine et le sud est du Brésil. Le Coscoroba se nourrit dans l'eau et sur la terre ferme, ses longues pattes faisant de lui un bon marcheur parmi les Anatidés.

## Populations
La population mondiale est estimée à 100 000 individus et ne paraît pas menacée.